# Tolpiodes melanoproctis
Tolpiodes melanoproctis är en fjärilsart som beskrevs av George Francis Hampson 1926. Tolpiodes melanoproctis ingår i släktet Tolpiodes och familjen nattflyn. Inga underarter finns listade i Catalogue of Life.